# Samsung Galaxy S23
Samsung Galaxy S23, Samsung Galaxy S23+ oraz Samsung Galaxy S23 Ultra – smartfony przedsiębiorstwa telekomunikacyjnego Samsung Electronics z serii Galaxy S. Telefony zostały zaprezentowane w trakcie wydarzenia Galaxy Unpacked 1 lutego 2023 roku jako następcy rodziny Galaxy S22. Do sprzedaży trafiły 17 lutego 2023.
Cena Galaxy S23 w dniu wejścia do sprzedaży została ustalona na 4599 zł za wariant 8/128 GB oraz 4799 zł za wariant 8/256 GB. Galaxy S23+ 5799 zł za wariant 8/256 GB oraz 6299 zł za wariant 8/512 GB. Galaxy S23 Ultra 7499 zł za wariant 12/512 GB oraz 8699 za wariant 12/1000 GB.

## Kontrowersje[3]
10 marca 2023 roku użytkownik Reddita umieścił post, w którym oskarżył Samsunga o wykorzystanie sztucznej inteligencji do cyfrowej poprawy zdjęć księżyca za pomocą funkcji optymalizatora scenerii, która weszła wraz z Galaxy S10.

## Wygląd zewnętrzny oraz wykonanie[4][5][6]
Tylny panel i ekran wykonane są ze szkła Gorilla Glass Victus 2. Ramka telefonu jest wykonana z aluminium
Na tylnej obudowie umieszczona jest latarka.
Seria Galaxy S23 posiada ochronę przed zalaniem i pyłami zgodnie ze standardem IP68.
Na dole urządzeń znajduje się USB-C, głośnik, mikrofon, tacka na karty oraz schowek na rysik S-Pen (tylko w S23 Ultra), natomiast na górnej krawędzi znajduje się drugi mikrofon. Po lewej stronie nic nie znajdziemy, natomiast na prawej stronie znajduje się przycisk regulacji głośności oraz przycisk zasilania.
Galaxy S23 i S23+ są sprzedawane w 6 kolorach: czarnym (Awesome Graphite), kremowym (Cream), zielonym (Green), lawendowym (Lavender) oraz grafitowym (Graphite) i limonkowym (Lime), które są tylko dostępne na stronie samsung.com, natomiast Galaxy S23 Ultra jest sprzedawany w 8 kolorach: pierwsze 4 kolory są takie same jak w przypadku S23 i S23+, grafitowym z czarną ramką (Graphite with Black frame), limonkowym z srebrną ramką (Lime with Silver frame), błękitny z srebrną ramką (Sky Blue with Silver frame), czerwony z czarną ramką (Red with Black frame).

## Specyfikacja techniczna[7][8][9][10][11][12]

### Wyświetlacz
S23 wyposażony jest w wyświetlacz 6,1-calowy Dynamic AMOLED 2X FHD+ (2340 x 1080 px, 425 ppi) 1200 nitów podbijanych do 1750 nitów, zmienną częstotliwość odświeżania (48 do 120 Hz), proporcje 19,5:9.
S23+ wyposażony jest w wyświetlacz 6,6-calowy Dynamic AMOLED 2X FHD+ (2340 x 1080 px, 393 ppi) 1200 nitów podbijanych do 1750 nitów, zmienną częstotliwość odświeżania (48 do 120 Hz), proporcje 19,5:9.
S23 Ultra wyposażony jest w wyświetlacz 6,8-calowy Dynamic AMOLED 2X QHD+ (3088 x 1440 px, 500 ppi) 1200 nitów podbijanych do 1750 nitów, zmienną częstotliwość odświeżania (1 do 120 Hz), proporcje 19,5:9. Dodatkowo ma 8GB pamięci RAM.

### Aparat
Galaxy S23 I S23+ posiadają trzy aparaty: główny o rozdzielczości 50 MP 24 mm z przysłoną f/1.8, dodatkowe informacje: 1/1.56", 1.0 µm, Dual Pixel PDAF, i optyczna stabilizacja obrazu, teleobiektyw 10 MP 70 mm z przysłoną f/2.4, dodatkowe informacje: 1/3.94", 1.0 µm, PDAF, 3-krotny zoom optyczny, 30-krotny zoom cyfrowy i optyczna stabilizacja obrazu oraz makro 12 MP 13 mm z przysłoną f/2.2, dodatkowe informacje: 1/3.55", 1.4 µm, Super Steady video. Funkcje: dioda doświetlająca LED, Auto-HDR, panorama
Galaxy S23 Utra posiada cztery aparaty: główny o rozdzielczości 200 MP 24 mm z przysłoną f/1.7, dodatkowe informacje: 1/1.3", 0.6 µm, multi-directional PDAF, Laser AF i optyczna stabilizacja obrazu, teleobiektyw 10 MP 230 mm z przysłoną f/4.9, dodatkowe informacje: 1/3.52", 1.12 µm, Dual Pixel PDAF, 10-krotny zoom optyczny, 100-krotny zoom cyfrowy, drugi teleobiektyw 10 MP 70 mm z przysłoną f/2.4, dodatkowe informacje: 1/3.52", 1.12 µm, Dual Pixel PDAF, 3-krotny zoom optyczny, 30-krotny zoom cyfrowy i optyczna stabilizacja obrazu oraz szerokokątny 12 MP 13 mm z przysłoną f/2.2, dodatkowe informacje: 120˚, 1/2.55", 1.4 µm, Dual Pixel PDAF, Super Steady video. Funkcje: dioda doświetlająca LED, Auto-HDR, panorama
Przedni aparat w całej serii jest taki sam posiada rozdzielczość 12 MP 26 mm z przysłoną f/2.2, dodatkowe informacje: Dual Pixel PDAF. Funkcje: Dual video call, Auto-HDR, HDR10+
Tylne kamery mogą nagrywać wideo do 8K przy 30 fps, natomiast przedni do 4K przy 60 fps.

### Pamięć
S23 i S23+ są wyposażone w 8 GB RAM oraz 128 GB (tylko S23), 256 GB lub 512 GB (tylko S23+) pamięci wewnętrznej.
S23 Ultra występuje w wariantach z 8 GB (tylko z magazynem 256 GB) lub 12 GB RAM oraz 256 GB, 512 GB lub 1 TB pamięci wewnętrznej.
Samsung Galaxy S23 wyposażony w 128 GB pamięci wewnętrznej dysponuje pamięcią w standardzie UFS 3.1, egzemplarze z magazynem o pojemności 256 GB lub większym, wykorzystują standard UFS 4.0.

### Bateria
Smartfony z serii Galaxy S23 wykorzystują ogniwa litowo-jonowe. Poszczególne modele dysponują akumulatorami o różnej pojemności:
S23 - 3900 mAh, maksymalna moc ładowania ogniwa wynosi 25 W,
S23+ - 4700 mAh, maksymalna moc ładowania ogniwa wynosi 25 W,
S23 Ultra - 5000 mAh, maksymalna moc ładowania ogniwa wynosi 45 W.

### Oprogramowanie
Telefony fabrycznie wyposażone są w system operacyjny Android 13 z nakładką One UI 5.1. Producent zagwarantował dostarczenie modelom z serii S23 czterech dużych aktualizacji systemowych oraz 5 lat wsparcia aktualizacjami zabezpieczeń. Dodatkowo, urządzenie zabezpieczone jest autorskim narzędziem producenta Samsung Knox, mającym na celu ochronę danych przechowywanych w pamięci urządzenia.

### Procesor
Smartfon wyposażony jest w procesor Qualcomm Snapdragon 8 Gen 2 for Galaxy, z zegarem o taktowaniu do 3,36 GHz. Został on wyprodukowany w procesie litograficznym 4 nm. Procesor dysponuje ośmioma rdzeniami (1 rdzeń Cortex-X3 o taktowaniu 3.36 GHz, 2 rdzenie Cortex-A715 o taktowaniu 2.8 GHz, 2 rdzenie Cortex-A710 o taktowaniu 2.8 GHz Cortex-A710 oraz 3 rdzenie Cortex-A510 o taktowaniu 2.0 GHz). Układ wspierany jest przez grafikę Adreno 740.

### Inne informacje
Seria Galaxy S23 została wyposażona w ultradźwiękowy czytnik linii papilarnych w ekranie oraz funkcję rozpoznawania twarzy. Rysik S-Pen występuje tylko w zestawie z Galaxy 23 Ultra. Można umieścić w nim dwie karty SIM, w ramach „dual SIM”. Wspiera szybkie ładowanie (Fast Charging) do 25W oraz (Super Fast Charging 2.0) 45W (tylko S23 Ultra). Wspierają także indukcyjne ładowanie (Qi) 15W oraz bezprzewodowe ładowanie zwrotne 4,5W. Brak adaptera do ładowania w zestawie. Telefony mają wbudowany akcelerometr, Always On Display, barometr, czujnik światła, czujnik zbliżeniowy, magnetometr, czujnik Halla oraz żyroskop.

### Testy syntetyczne
S23:
AnTuTu: 1231075 (v9)
GeekBench: 4950 (v5.1)
GFXBench: 110fps (ES 3.1 onscreen)
S23+:
AnTuTu: 1234077 (v9)
GeekBench: 5073 (v5.1)
GFXBench: 110fps (ES 3.1 onscreen)
S23 Ultra:
AnTuTu: 1241531 (v9)
GeekBench: 4927 (v5.1)
GFXBench: 67fps (ES 3.1 onscreen)